# Trần Mạnh Báo
Trần Mạnh Báo (sinh 17 tháng 4 năm 1950) tại Thái Bình, ông là một doanh nhân và anh hùng lao động người Việt Nam.

## Xuất thân
Trần Mạnh Báo (sinh 17 tháng 4 năm 1950) tại Thái Bình. Ông sinh ra trong một gia đình thuần nông tại huyện Thái Thụy, tỉnh Thái Bình. Năm 1968, khi chiến tranh vào giai đoạn ác liệt nhất, khắp các địa phương sục sôi khí thế tuyển quân, bổ sung lực lượng chuẩn bị cho cuộc Tổng tiến công Tết Mậu Thân. Thời điểm ấy, ông đang là học sinh trường cấp 3 Thái Ninh (huyện Thái Thụy) đã tình nguyện xung phong ra mặt trận. Ông tham gia Sư đoàn 320, chiến đấu trên mặt trận máu lửa Quảng Trị; đến năm 1970 chuyển sang Sư đoàn 1, cùng đồng đội chiến đấu giải phóng 6 tỉnh phía Nam Campuchia, 3 tỉnh miền Tây Nam Bộ.
Tháng 5/1972, trong trận chiến tại địa bàn thị xã Hà Tiên (Kiên Giang), ông bị trúng một mảnh đạn cối và hỏng mắt trái. Năm 1975, khi miền Nam được hoàn toàn giải phóng, đất nước thống nhất, ông trở về quê hương với thương tật 2/4, tiếp tục theo đuổi ước mơ trở thành kỹ sư nông nghiệp.
Sau đó ông được nhận vào làm công nhân chăn nuôi lợn ở Trạm Truyền giống lợn Hưng Hà, sau đó chuyển sang làm tạp vụ tại Công ty giống lúa Thái Bình để vừa làm vừa học. Khi đó, dù đã 26 tuổi nhưng ông vẫn xin đi học với lứa học trò cấp 3. Thời gian vừa đi học vừa đi làm vất vả lại thêm thương tích từ chiến tranh song ông vẫn miệt mài, kiên trì theo đuổi sự nghiệp học hành.Năm 1981, ông thi đỗ Trường Đại học Nông nghiệp I Hà Nội (nay là Học viện Nông nghiệp Việt Nam).
Năm 1987, ông được đề bạt làm Trại phó Trại Giống lúa cấp 1 Đông Cơ Tiền Hải (thuộc Công ty giống lúa Thái Bình) trong tình trạng sản xuất không hiệu quả. Khi đó trại có 56 héc-ta đất dành cho sản xuất giống, nhưng mỗi năm chỉ được giao kế hoạch sản xuất 60 tấn giống, nghĩa là một năm, mỗi héc-ta đất chỉ làm ra được chưa đầy 1,1 tấn, trong khi 20 năm trước, Thái Bình đã là quê hương 5 tấn (vì đạt năng suất lúa bình quân 5 tấn/ha trên toàn tỉnh).  Từ kiến thức được trang bị và kinh nghiệm thực tế, ông luôn trăn trở về vấn đề cần thiết phải cởi trói cho sản xuất nông nghiệp phát triển. Ông chủ động xây dựng đề tài “Khoán sản phẩm cuối cùng đến người lao động trong sản xuất nông nghiệp quốc doanh” trước khi có Nghị quyết 10 về khoán sản phẩm trong nông nghiệp của Bộ Chính trị, trong đó xác định giống và quyền tự chủ trong sản xuất là cốt lõi của phát triển nông nghiệp. Thời điểm đó, đề tài vấp phải nhiều sự phản đối bởi cho đây là phương án “đi ngược lại đường lối chính sách quản lý nông nghiệp của đảng và nhà nước” và có người cho rằng là tôi “lý luận suông”. Với một niềm tin mãnh liệt và tâm huyết của mình, ông vẫn kiên trì bám đuổi ý tưởng mình đặt ra. Tại Hội nghị cán bộ chủ chốt của công ty lúc đó, ông đã nêu ra quan điểm của Mác: “Nếu lý luận tổng kết từ thực tiễn, thì khi quay lại áp dụng vào thực tiễn, nó sẽ trở thành lực lượng vật chất”, đồng thời cũng đưa ra dẫn chứng về hiệu quả của đề án khi cho khoán thử tại trại Đông Cơ và cho thấy rằng lợi ích của đề án mang lại hiệu quả rất cao. Ông đã thẳng thắn phát biểu: “Nếu chúng ta không làm sẽ có tội với lịch sử”. Trước quyết tâm đó, Hội nghị nhất trí cho Đông Cơ “khoán thử” vụ Xuân 1988. Thành quả là trong hai năm 1988-1989, tôi cùng đồng nghiệp đưa Trạm giống lúa Đông Cơ (thuộc Công ty giống lúa Thái Bình) có sự tăng trưởng vượt bậc, kết quả vượt xa mong đợi khi người lao động từ chỗ hưởng 16 kg gạo/tháng đã tăng lên 40 kg/tháng. Trên diện tích 56 ha của trại đã sản xuất được trên 600 tấn thóc, tăng gấp 10 lần so với năm 1987, trong 2 năm 1988 - 1989, Công ty xóa bỏ chế độ tem phiếu. Thành công này đưa trại giống Đông Cơ trở thành mô hình điểm trong thực hiện Nghị quyết 10. Đây cũng chính là cơ sở để Công ty Giống cây trồng Thái Bình chuyển mạnh từ bao cấp sang hạch toán kinh doanh và được nhiều công ty, nông trường quốc doanh trong nước học theo.
Năm 2000 Ông được bầu giữ chức Giám đốc công ty Giống cây trồng Thái Bình. Năm 2004, sau khi Công ty hoàn thành công cuộc cổ phần hóa và chính thức đổi tên thành Công ty cổ phần giống cây trồng Thái Bình và tôi được bầu giữ chức vụ Chủ tịch HĐQT kiêm Tổng giám đốc công ty đến năm 2024. Từ năm 2025 ông giữ chức vụ Chủ tịch HĐQT Tập đoàn ThaiBinh Seed

## Giáo dục
Năm 2022, ông tốt nghiệp cử nhân và tốt nghiệp cao học Quản trị kinh doanh Học viện Nông nghiệp Việt Nam.
Năm 1975, ông theo học và trở thành kỹ sư nông nghiệp (năm 1987).

## Sự nghiệp
- Từ ngày 25.10.1968 đến ngày 30.5.1975 tham gia quân GP MN
- Từ ngày 01.6.1975 đến 31.10.1975 làm công nhân tại Cty giống chăn nuôi TB. 
- Từ ngày 01.11.1975 đến 4.1977 làm tạp vụ tại Cty giống cây trồng Thái Bình.
- Từ 5.1977 đến 3.1983 làm cán bộ vật tư tại Công ty giống cây trồng Thái Bình.
- Từ 4.1983 đến 31.12.1986 Phụ trách phòng Kế hoạch Cty giống cây trồng TB 
- Từ năm 1981-1987 Học Đại học Nông nghiệp I tại Hà Nội. 
- Từ ngày 01.01.1987 đến tháng 05.1988 Trại phó Trại giống lúa Đông Cơ, T.Hải
- Từ tháng 05.1988 đến 31.12.1993 Đảng uỷ viên, Trại trưởng Trại Đông Cơ
- Từ ngày 01.01.1994 đến 24.8.2000 Phó Bí thư Đảng uỷ, PGĐ Công ty.
- Từ ngày 25. 8.2000 đến 15.02.2001 Quyền GĐ Công ty.
- Từ năm 2000-2003 học quản trị kinh doanh - Viện Đại học mở HN
- Từ ngày 16.02.2001 đến ngày 27.11.2004 Bí thư Đảng uỷ, Giám đốc Công ty.
- Từ 12.2004 đến nay là Bí thư đảng uỷ, Chủ tịch HĐQT, Tổng Giám đốc Cty.
- Từ 3.2005 đến 3.2008 là Uỷ viên BCH Hội Nông dân tỉnh Thái Bình.
- Từ năm 2005 đến nay là UVTV, UV Đảng Đoàn liên hiệp các hội KHKT TB.
- Từ Năm 2005 đến nay là thành viên Hội đồng tư vấn giống cây trồng Quốc gia. 
- Từ Năm 2005 đến nay là Uỷ viên BCH Đảng bộ Khối doanh nghiệp Thái Bình
- Từ 11.4.2006 đến nay là Phó Chủ tịch thường trực Hiệp hội thương mại giống cây trồng Việt Nam (VSTA).
- Từ tháng 4.2007 đến nay là Phó Chủ tịch Hiệp hội Doanh nghiệp Thái Bình
- Từ tháng 12.2007 đến nay là Phó ban KTNS HĐND tỉnh Thái Bình.
- Năm 2006 là đại biểu Đại hội X của Đảng.

## Giải Thưởng
- 1 Huân chương Chiến sĩ giải phóng năm  1975.
- 1 Huy chương Chiến sĩ vẻ vang năm 1975. 
- 1 Huy chương Kháng chiến hạng Nhất năm 1988.
- 1 Bằng khen của Thủ tướng Chính phủ QĐ số 942/1997. 
- 2 Bằng khen của Bộ NN & PTNT năm 1995, 1997.
- Kỷ niệm chương Vì Sự nghiệp NN&PTNT, QĐ số 4435/2003;
- 1 Huân chương lao động hạng Ba, QĐ số 44/2004.
- 1 Bằng khen của UBND tỉnh Thái Bình, QĐ số 3724/2005.
- Danh hiệu nhà quản lý giỏi năm 2006.
- 1 Bằng khen của Liên hiệp Hội KHKT VN, QĐ số 1832/2006.
- 1 Bằng khen của Trung ương Hội CCB VN, QĐ số 40/2007;
- 1 Bằng khen của Tổng Liên đoàn Lao động VN, QĐ số 183/2008. 
- Giải nhất Hội thi sáng tạo Thái Bình, năm 2008;
- Kỷ niệm chương Vì Giai cấp công nhân Việt Nam, QĐ 32/2008;
- Kỷ niệm chương vì sự nghiệp khuyến học năm 2007
- 3 Bằng khen của Liên đoàn Lao động tỉnh (2001, 2004, 2008);
- 1 Huy chương Vì sự nghiệp Khoa học - Công nghệ năm 2004;
- Giải thưởng Người lính và hội nhập năm 2008.
- Kỷ niệm chương Vì sự nghiệp phát triển Doanh nghiệp năm 2008.
- Giải thường Thánh Gióng – Doanh nhân VN Tiêu biểu, QĐ 7801/2009;
- 3 Bằng Lao động Sáng tạo (QĐ960/2004, QĐ1624/2007,	QĐ1382/2009);
- 1 Bằng khen của Tỉnh ủy Thái Bình, QĐ số 1144/2010;
- 2 Bằng khen của Phòng TM và CN Việt Nam (2008, 2010);
- Kỷ niệm chương Vì sự nghiệp Khoa học Công nghệ, QĐ199/2010;
- Danh hiệu Chiến sĩ Thi đua toàn quốc, năm 2005;
- 3 lần đạt danh hiệu Chiến sỹ thi đua cấp Tỉnh (2002, 2005, 2008);
- 20 năm liên tục đạt danh hiệu chiến sỹ thi đua cấp cơ sở (1911 – 2011)
- Giải thưởng Doanh nhân làm theo lời Bác (2011);
- Huân chương lao động hạng Nhì (2011)